# Сидар-Милс (город, Миннесота)
Сидар-Милс (англ. Cedar Mills) — город в округе Микер, штат Миннесота, США. На площади 1,1 км² (1,1 км² — суша, водоёмов нет), согласно переписи 2002 года, проживают 53 человека. Плотность населения составляет 47 чел./км².
- FIPS-код города — 27-10468[1]
- GNIS-идентификатор — 0641029[2]